# Сораяма, Хадзимэ
Хадзимэ Сораяма (яп. 空山 基 Сораяма Хадзимэ, род. 22 февраля 1947, Эхиме) — японский художник-иллюстратор — гиперреалист, известный своими нарисованными вручную фотореалистичными эротическими изображениями женщин и женоподобных роботов-гиноидов, автор дизайна AIBO.

## Биография
Хадзимэ Сораяма родился в 1947 году в городе Имабари на острове Сикоку в префектуре Эхиме региона Сикоку. После окончания школы Имабари Кита в 1965 году Сораяма поступил в университет Сикоку Гакуин, где изучал греческую и английскую литературу. В 1967 году после публикации первой работы «Розовый журнал» он перевёлся в художественную школу Тюо (яп. 中央美術学園) в Токио, где начал изучать рисование. Окончив школу в 1968 году в возрасте 21 года Сораяма получил работу в рекламном агентстве. На вольные хлеба фрилансера-иллюстратора перешёл в 1972 году. Первые роботы из серии, ставшей затем визитной карточкой художника, были нарисованы в 1978 году и увидели свет годом позже. В настоящее время (2012) проживает в Токио.

## Работы
«Сексуальный робот», выпущенный в 1983 году издательством Genko-sha, принёс смешанным органически-металлическим полуроботам Сораямы известность по всему миру, возведя его в статус культовой фигуры. Его следующая книга «Пинап» (Graphic-sha, 1984) была выдержана в том же стиле. В своей работе художник использовал идеи пинапа и киберпанка, которые превратились в изображения хромированных гиноидов в завлекающих позах. Умелое использование акриловых красок, карандашей и пульверизаторов позволило Сораяме создать свой легко узнаваемый фотореалистичный стиль, относящийся критиками к разновидности гиперреализма, который затем многократно использовался другими художниками.
Сораяма был автором обложки классической книги о машинном зрении «Зрение роботов» (англ. Robot vision) Бертольда Хорна (1986, русский перевод 1989 — с изменением обложки).
Ряд других работ художника вращается вокруг фотореалистичных по манере исполнения эротических женских фигур, часто в фетиш-стиле, например, в латексе или коже. Его пинапы одно время постоянно публиковались в Penthouse, и удостоились специальной статьи в юбилейном выпуске «Silver Anniversary issue» журнала. В 2006 году Playboy TV выпустило специальное шоу, посвящённое рисункам Сораямы..
Сораяма является автором дизайна собаки-робота AIBO (1999), который получил в Японии Гран-при за лучший дизайн 2000 года (наивысшую японскую награду в области дизайна), удостоился чести быть помещённым с 2001 года в постоянную коллекцию Нью-Йоркского музея современного искусства и Смитсоновского института, а также вошёл в книгу Паолы Антонелли «Объекты дизайна» (англ. Objects of Design), изданную Нью-Йоркским музеем современного искусства. Выставка Nike «White Dunk Project» (2004) включала работу Сораямы среди 25 специально отобранных художников Японии.
В 1985 году Сораяма выпустил первую работу вне сборников иллюстраций — видеофильм «Видео-иллюстрация» (англ. Illustration Video). Затем он участвовал в работе над фильмами «Живая мертвечина» (1992), «Патруль времени» (1994) и «Космические дальнобойщики» (1995), разработал дизайн коллекционных карточек Sorayama, выпустил несколько ограниченных печатных и электронных изданий своих работ, участвовал в многочисленных выставках, а также был автором обложки альбома Aerosmith «Just Push Play» (2001).
В 2010 году вышла очередная книга-ретроспектива творчества художника Master Works, а за ней в 2013 последовал оригинальный сборник «Трепещущие лисицы» (англ. Vibrant Vixens). В 2012—2013 Сораяма работал вместе с американским фэшн-дизайнером Марком Эко (англ. Marc Ecko) над тремя совместными коллекциями. В 2000-х и 2010-х годах он сотрудничал также с несколькими производителями фильмов в Голливуде, включая Джорджа Лукаса — над сборником иллюстраций по мотивам Звёздных войн Star Wars Art Concept в 2013—2014 годах.

## Анализ
Марко Пеллиттери считает, что чувственные гиноиды Сораямы — покрытые и покрывающиеся металлом женщины — представляют собой великолепный анализ современного японского общества, которое вплоть до 1980-х годов представляло себя миру как общество (пост)модерна и высоких технологий, под оболочкой которых практически незаметен национальный дух. Томас Фостер в своей книге о киберпанке, написанной с фрейдистских позиций, отмечает, что «в этих изображениях невозможно определить: то ли сексуальный робот представляет собой объект-фетиш, то ли женщину, которая фетишизирована» (англ. "these images make it impossible to determine whether the sexy robot is a fetish object or a woman who has been fetishized").
Френчи Ланнинг называет Сораяму, вероятно, самым влиятельным фетиш-иллюстратором современности, соревнующимся и выигрывающим по креативности у фетиш-дизайнеров. В интервью художник утверждает, что так как он не скован рамками реального использования его творений, то позволяет себе совмещать возможное и невозможное в своих иллюстрациях, чтобы дразнить чувства зрителя.

## Высказывания
Искусство — это вид целеустремлённости, настойчиво утверждающий вашу собственную оригинальность … напротив, суперреализм работает с технической проблемой того, насколько точно можно подойти к объекту.Оригинальный текст (англ.)Art is a kind of tenacity, an insistence upon asserting your own originality … by contrast, superrealism deals with the technical issue of how close one can get to one's object.— 

В отличие от искусства, иллюстрация — это не дело эмоций или страхов, но опыт, который естественно вытекает из логического мышления.Оригинальный текст (англ.)Unlike art, illustration is not a matter of emotion or hatreds, but an experience that comes naturally through logical thinking.— 